# Козловский, Степан Станиславович
Степан Станиславович Козловский (при рождении Степан Реймунд Карл Козловский; 31 августа (12 сентября) 1858, Варшавская губерния — после 1920) — генерал-лейтенант, начальник военно-топографической съёмки Северо-Западного пограничного пространства (1911—1917), обладатель высших степеней орденов Святого Станислава и Святой Анны. Добровольно вступил в РККА в 1918 году.

## Биография
Степан (Реймунд Карл) Козловский родился 31 августа (12 сентября) 1858 года в Варшавской губернии в лютеранской семье («евангелического вероисповедания»). Степан получил общее образование в Радомской классической гимназии. 12 сентября 1877 года он поступил на службу в Русскую императорскую армию, после чего, в 1880, стал перворазрядным выпускником Николаевского инженерного училища. Был выпущен подпоручиком (со старшинством с августа 1880 года) в 10-й сапёрный батальон.

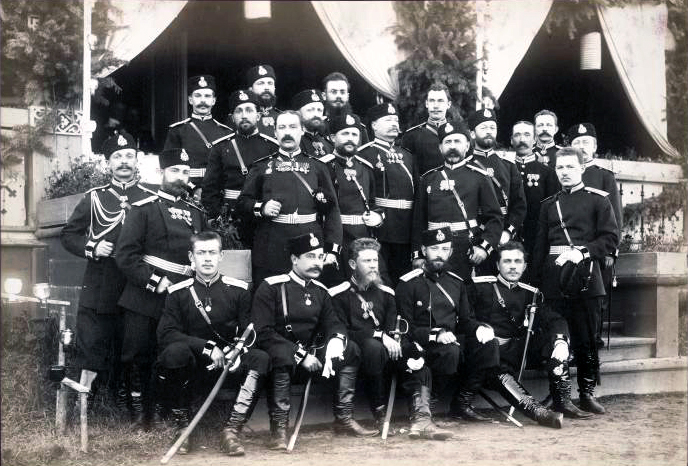
Военные топографы в начале XX века

Козловский стал поручиком со старшинством с 1884 года, после чего он окончил геодезическое отделение Николаевской академии Генерального штаба (1887, по первому разряду) — был в одном выпуске с будущим генерал-лейтенантом Ф. А. Подгурским. В том же году Степан Станиславович получил чин штабс-капитана. Он состоял в штате офицеров Корпуса военных топографов с января 1889 по ноябрь 1891 года. Стал капитаном Генерального штаба в начале апреля 1889 года. Затем он переехал на Урал, где с ноября 1891 по июль 1894 года исполнял обязанности начальника межевого отделения Войскового хозяйственного правления Оренбургского казачьего войска.
Цензовое командование ротой Козловский «отбывал» в Белебеевском резервном батальоне (1893—1894), после этого получил пост помощника начальника геодезического отдела военно-топографического отделения Главного Штаба — был в этой должности с июля 1894 по август 1900 года. В этот период он последовательно стал подполковником (со старшинством с августа 1894) и полковником (1898, «за отличие»). В новом веке Степан Станиславович был назначен штаб-офицером в штаб Туркестанского военного округа — «для поручений и астрономических работ при военно-топографическом отделе». Пробыл на этом посту до февраля 1904 года.
В середине февраля 1904 года Степан Козловский оказался на Дальнем Востоке — он возглавил военно-топографический отдел штаба Приамурского военного округа. В этом кресле он провёл более 7 лет — до сентября 1911 года. За это время Козловский был произведён в генерал-майоры (1906, «за отличие»). С 1911 года он стал начальником военно-топографической съёмки Северо-Западного пограничного пространства — продолжал занимать данный пост и в январе 1917. Уже после Февральской революции, в сентябре 1917 года, Козловский дослужился до чина генерал-лейтенанта. 

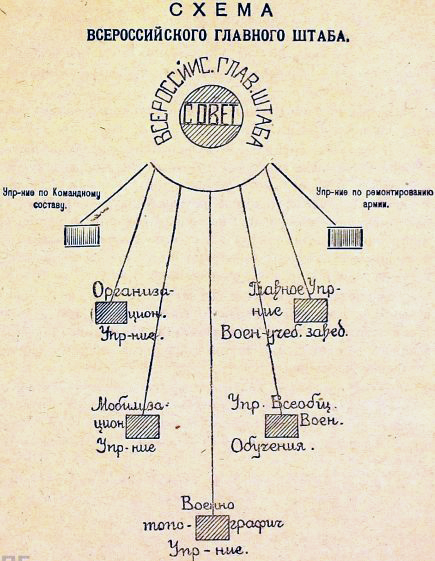
Военно-топографическое управление на схеме Всероглавштаба (1918)

После прихода к власти большевиков Степан Станиславович добровольно вступил в РККА в мае 1918 года — был включён в списки Генерального штаба Красной армии в 1919 и 1920 годах, состоя, в частности, начальником отделения Военно-топографического управления Всероглавштаба. В «Списке лиц с высшим общим военным образованием состоящих на службе в РККА» 1923 года издания его имя уже не значится.

## Награды
- Орден Святого Станислава 3 степени (1890)
- Орден Святой Анны 3 степени (1894)
- Орден Святого Станислава 2 степени (1896)
- Орден Святой Анны 2 степени (1901)
- Орден Святого Владимира 4 степени (1905)
- Орден Святого Владимира 3 степени (1909)
- Орден Святого Станислава 1 степени (1912)[1]
- Орден Святой Анны 1 степени (1915)[2]

## Семья
Степан Станиславович Козловский был женат на Лонии Фердинандовне Гартенштейн, гражданке Франции. В семье было двое детей, один из которых (сын) являлся лютеранином.